# Список политических партий Польши
Ниже приведён список политических партий Польши, включающий как действующие, так и бывшие партии, начиная с 1918 года. С 1989 года в Польше действует многопартийная система с многочисленными конкурирующими политическими партиями. Отдельным партиям обычно не удается получить власть в одиночку, и им приходится работать с другими партиями для формирования коалиционных правительств.
Переход от однопартийного коммунистического режима к либеральной демократии и плюрализму в начале 1990-х годов привел к появлению большого количества новых политических партий. После первых свободных парламентских выборов в 1991 году места в Сейме были разделены между полутора десятками партий (среди них такие диковинки, как Польская партия любителей пива, возглавляемая популярным комедийным актером Янушем Ревиньским). Существование такого количества партий в сейме многие считали препятствием для эффективной работы парламента и создания стабильных правительств. Впоследствии была проведена избирательная реформа, и до выборов 1993 года был установлен избирательный барьер для нижней палаты. Установленный порог требовал минимум 5 % голосов для партий (за исключением партий этнических меньшинств) и 8 % для избирательных коалиций. Порог был установлен на национальном, а не на уровне округов, и в результате многие второстепенные партии не смогли получить места на более поздних выборах. Порог также помешал независимым кандидатам получить места в Сейме. С 1990 года на левой стороне политической сцены в основном доминировали бывшие коммунисты, ставшие социал-демократами. Правые в основном состояли из бывших активистов и сторонников «Солидарности», но с самого начала испытали глубокие разногласия и проявляли меньшую сплоченность, чем левые. Правые не смогли создать единый блок, который мог бы служить прочным противовесом левой коалиции, а продолжали дробиться и переименовываться. Несмотря на это, правым партиям удалось прийти к власти на выборах 1997 года.
После парламентских выборов 2005 года на политической арене доминировали правые партии, и на сегодняшний день они, продолжают занимать наиболее сильные позиции. С 2005 года на политическом ландшафте произошли два важных события. Во-первых, социал-демократы больше не являются одной из основных партий. Во-вторых, главное поле политической битвы больше не занято правыми из «Солидарности» и левыми из экс-коммунистов. Вместо них борьбу за власть ведут две консервативные партии, социально-консервативная «Право и справедливость» и либерально-консервативная «Гражданская платформа». Общественное неодобрение политики и политиков в целом привело к тому, что почти все крупные партии исключили само слово «партия» из своих названий, заменив его словами, менее связанными с политикой, такими как «союз», «платформа», «лига» или «альянс».

## Парламентские партии
Ниже перечислены политические партии Польши, представленные в парламенте по итогам выборов 
| Партия                               | Партия              | Партия                                                        | Лидер                             | Идеология                                                                         | Места               | Места               | Места               | Год создания        | Европартия          |
| Партия                               | Партия              | Партия                                                        | Лидер                             | Идеология                                                                         | Сейм                | Сенат               | Европарламент       | Год создания        | Европартия          |
| Объединённые правые                  | Объединённые правые | Объединённые правые                                           | Объединённые правые               | Объединённые правые                                                               | Объединённые правые | Объединённые правые | Объединённые правые | Объединённые правые | Объединённые правые |
| ------------------------------------ | ------------------- | ------------------------------------------------------------- | --------------------------------- | --------------------------------------------------------------------------------- | ------------------- | ------------------- | ------------------- | ------------------- | ------------------- |
|                                      |                     | Право и справедливость Prawo i Sprawiedliwość                 | Ярослав Качиньский                | Национал-консерватизм правый популизм интервенционизм евроскептицизм              | 167 из 460          | 33 из 100           | 22 из 52            | 2001                | АЕКР                |
|                                      |                     | Суверенная Польша Suwerenna Polska                            | Збигнев Зёбро                     | Национал-консерватизм политический католицизм                                     | 18 из 460           | 2 из 100            | 2 из 52             | 2012                | АЕКР                |
|                                      |                     | «Обновление Республики Польша» OdNowa RP                      | Мартин Оцепа                      | Консерватизм проевропеизм                                                         | 5 из 460            | 0 из 100            | 0 из 52             | 2021                |                     |
|                                      |                     | Польские дела Polskie Sprawy                                  | Агнешка Сигай                     | Консервативный либерализм                                                         | 1 из 460            | 0 из 100            | 0 из 52             | 2021                |                     |
| Гражданская коалиция                 |                     |                                                               |                                   |                                                                                   |                     |                     |                     |                     |                     |
|                                      |                     | Гражданская платформа Platforma Obywatelska                   | Дональд Туск                      | Христианская демократия либеральный консерватизм либерализм проевропеизм          | 127 из 460          | 36 из 100           | 13 из 52            | 2001                | ЕНП                 |
|                                      |                     | Современная .Nowoczesna                                       | Адам Шлапка                       | Либерализм классический либерализм прогрессивизм                                  | 6 из 460            | 0 из 100            | 0 из 52             | 2015                | АЛДЕ                |
|                                      |                     | Польская инициатива Inicjatywa Polska                         | Барбара Новацкая                  | Прогрессивизм Социал-демократия                                                   | 4 из 460            | 0 из 100            | 0 из 52             | 2016                |                     |
|                                      |                     | Зелёные Zieloni                                               | Пшемыслав Словик Урсула Зелинская | Зелёная политика                                                                  | 3 из 460            | 0 из 100            | 1 из 52             | 2003                | Европейские зелёные |
|                                      |                     | Да! За Польшу Tak! Dla Polski                                 | Яцек Карновский                   | Регионализм проевропеизм                                                          | 1 из 460            | 1 из 100            | 0 из 52             | 2020                |                     |
|                                      |                     | АГРОуния AGROunia                                             | Михал Колодзейчак                 | Аграрный социализм католический социализм экономический национализм               | 1 из 460            | 0 из 100            | 0 из 52             | 2018                |                     |
| Третий путь                          |                     |                                                               |                                   |                                                                                   |                     |                     |                     |                     |                     |
|                                      |                     | Польша 2050 Polska 2050                                       | Шимон Головня                     | Христианская демократия зелёная политика социал-либерализм проевропеизм           | 32 из 460           | 5 из 100            | 1 из 52             | 2020                | Renew               |
|                                      |                     | Польская народная партия Polskie Stronnictwo Ludowe           | Владислав Косиняк-Камыш           | Аграризм христианская демократия либерал-консерватизм проевропеизм                | 28 из 460           | 4 из 100            | 2 из 52             | 1990                | ЕНП                 |
|                                      |                     | Центр для Польши Centrum dla Polski                           | Иренеуш Раш                       | Либеральный консерватизм христианская демократия проевропеизм                     | 3 из 460            | 1 из 100            | 0 из 52             | 2022                |                     |
|                                      |                     | Уния европейских демократов Unia Europejskich Demokratów      | Эльжбета Биньчицкая               | Еврофедерализм Социал-либерализм                                                  | 0 из 460            | 1 из 100            | 0 из 52             | 2016                |                     |
| Левица                               |                     |                                                               |                                   |                                                                                   |                     |                     |                     |                     |                     |
|                                      |                     | Новые левые Nowa Lewica                                       | Влодзимеж Чажастый Роберт Бедронь | Социал-демократия феминизм прогрессивизм проевропеизм                             | 19 из 460           | 5 из 100            | 4 из 52             | 2021                | S&D                 |
|                                      |                     | Левые вместе Lewica Razem                                     | Адриан Зандберг Магдалена Беят    | Демократический социализм прогрессивизм проевропеизм                              | 7 из 460            | 2 из 100            | 0 из 52             | 2015                |                     |
|                                      |                     | Польская социалистическая партия Polska Partia Socjalistyczna | Войцех Конечный                   | Демократический социализм феминизм проевропеизм антиклерикализм                   | 0 из 460            | 1 из 100            | 0 из 52             | 1990                |                     |
|                                      |                     | Уния труда Unia Pracy                                         | Вальдемар Витковский              | Социал-демократия прогрессивизм антиклерикализм                                   | 0 из 460            | 1 из 100            | 0 из 52             | 1992                |                     |
| Конфедерация свободы и независимости |                     |                                                               |                                   |                                                                                   |                     |                     |                     |                     |                     |
|                                      |                     | Новая надежда Nowa Nadzieja                                   | Славомир Менцен                   | Либертарианский консерватизм правый популизм евроскептицизм                       | 7 из 460            | 0 из 100            | 0 из 52             | 2015                |                     |
|                                      |                     | Национальное движение Ruch Narodowy                           | Кшиштоф Босак                     | Ультранационализм социал-консерватизм евроскептицизм                              | 6 из 460            | 0 из 100            | 0 из 52             | 2014                |                     |
|                                      |                     | Конфедерация польской короны Konfederacja Korony Polskiej     | Гжегож Браун                      | Польский национализм монархизм традиционалистский католицизм                      | 2 из 460            | 0 из 100            | 0 из 52             | 2019                |                     |
|                                      |                     | Консервативная партия Partia Konserwatywna                    | Михал Вавер                       | Ультранационализм социал-консерватизм евроскептицизм                              | 2 из 460            | 0 из 100            | 0 из 52             |                     | 2022                |
| Кукиз'15                             |                     |                                                               |                                   |                                                                                   |                     |                     |                     |                     |                     |
|                                      |                     | Кукиз'15 Kukiz'15                                             | Павел Кукиз                       | Правый популизм консерватизм евроскептицизм прямая демократия                     | 3 из 460            | 0 из 100            | 0 из 52             | 2015                |                     |
|                                      |                     | Федерация за Республику Federacja dla Rzeczypospolitej, FdR   | Марек Якубяк                      | Республиканизм национал-консерватизм национал0-либерализм национальная демократия | 1 из 460            | 0 из 100            | 0 из 52             | 2015                |                     |

## Непарламентские

### Ультралевые
- Коммунистическая партия Польши (пол. Komunistyczna Partia Polski, KPP). Лидер — Кшиштоф Швей. Марксизм-ленинизм, коммунизм, сталинизм, антиревизионизм, антиклерикализм, жесткий евроскептицизм. Основана в 2002 году как преемник Союза польских коммунистов «Пролетариат», основанного в 1990 году. Считается историческим и идеологическим наследником Коммунистической партии Польши, действовавшей с 1918 по 1938 год. Связана с Инициативой.

### Левые
- Самооборона Республики Польша (пол. Samoobrona Rzeczypospolitej Polskiej, SRP). Лидер — Кшиштоф Прокопчик. Католический социализм, аграрный социализм, левые католики, экологизм, антинеолиберализм, антиглобализм, левый популизм, левый национализм. Основана в 1992 году на базе Профсоюза работников сельского хозяйства «Самооборона». До 2000 носила название Союз Самообороны (пол. Przymierze Samoobrona). Стала заметной силой на парламентских выборах 2001 года, получив 53 места, после чего в важнейших вопросах поддерживали Союз демократических левых сил. В 2004 году она провела 6 депутатов в Европарламент. На выборах 2005 года получила 56 мест и вошла в правительственную коалицию с ПиС. В 2007 году лидер партии был отстранен от должности и партия вышла из коалиции. На последовавших затем досрочных выборах партия потеряла все свои места.
- Движение за экономическое возрождение имени Эдварда Герека[пол.] (пол. Ruch Odrodzenia Gospodarczego im. Edwarda Gierka, ROG). Основано в 2004 году. Названо в честь достижений правления Эдварда Герека (1-го секретаря ЦК ПОРП в 1970—1980 годах). Социализм, антикапитализм, проевропеизм, антиатлантизм, против членства Польши в НАТО и за вывод войск из Ирака.
- Объединены за пределами границ[пол.] (пол. Zjednoczeni Ponad Podziałami, ZPP). Лидер — Войцех Корновский[пол.], экс-президент Конфедерации польских работодателей. Создана в 2018 году на базе партии Действие разочарованных пенсионеров. Права пенсионеров, солидаризм, социальная рыночная экономика, левый национализм, левый популизм, левые католики.
- Отечественная партия пенсионеров[пол.] (пол. Krajowa Partia Emerytów i Rencistów, KPEiR). Лидер — Томаш Маминьский[пол.], профсоюзный активист. Права пенсионеров, демократический социализм, социал-демократия, католический социализм. Основана в 1994 году.
- Лучшая Польша[англ.] (пол. Lepsza Polska, LP). Лидер — Цезарий Стахонь. Зелёная политика, эгалитаризм, солидаризм, дерост. Небольшая партия зелёных, связанная с движением за дерост, принимавшая участие в выборах мэра Варшавы в 2010 году.
- Крестьянская партия[англ.] (пол. Partia Chłopska, PCh). Лидер — Кшиштоф Филипек. Аграрный социализм, левый национализм, левый популизм, крестьянское движение, левые католики. Основана в 2017 году бывшими членами Самообороны.
- Польская партия защиты животных[англ.] (пол. Polska Partia Ochrony Zwierząt, PPOZ). Лидер — Анджей Ольшевский. Права животных, забота о животных, экологизм, вегетарианство, зелёная политика, социал-демократия, против антропоцентрического взгляда на жизнь. Основано в 2011 году как общественно-политическое движение, с 2018 года зарегистрирована как партия.
- Возрождённая самооборона[пол.] (пол. Samoobrona Odrodzenie, SO). Лидер — Славомир Издебский. Аграрный социализм, католический социализм, левые католики, лейборизм, левый национализм, левый популизм. Основана в 2007 году в результате слияния партии «Общественное движение самообороны» и ряда других маргинальных групп, образованных бывшими членами «Самооборона Республики Польша».
- Свобода и равенство[пол.] (пол. Wolność i Równość, WiR). Лидер — Петр Мусял. Демократический социализм, прогрессизм, антиклерикализм. Основана в 2005 году как Уния левых, в 2015 году название было изменено на «Свобода и равенство». Обычно участвует в выборах в составе коалиций более крупных левых партий.

### Левый центр
- Ассоциация демократических левых сил[пол.] (пол. Stowarzyszenie Lewicy Demokratycznej, SLD). Лидер — Ежи Тейхерт. Социал-демократия, проевропеизм. Создана в 2022 году бывшими политиками СДЛС.
- Польская левица[пол.] (пол. Polska Lewica (PL). Лидер — Яцек Здроевский[пол.]. Социал-демократия, демократический социализм, государство всеобщего благосостояния, социальная рыночная экономика. Образована в 2007 году, когда бывший премьер-министр Лешек Миллер и ряд членов парламента вышли из Союза демократических левых сил, который Миллер возглавлял в течение многих лет. Его уход также послужил публичным протестом против политики партийных лидеров. В 2010 году Миллер покинул партию и решил вернуться в СДЛС, после чего партию возглавил экономист Здроевский. В парламентских выборах 2023 года участия не принимали.
- Новая демократия — Да[англ.] (пол. Nowa Demokracja TAK, ND-T). Лидер — Пётр Хмеловский. Экономический прогрессивизм, регионализм, локализм, децентрализация. Левая партия, которая стремится расширить возможности местных органов власти и способствовать децентрализации Польши. Объединяет активистов-регионалистов и автономистов, а также чиновников местных органов власти, недовольных политикой чрезмерной централизации ПиС. Создана мэром Стараховице Мареком Матереком после его исключения из Гражданской платформы под названием «Комитет Марека Матерека» для участия в местных выборах. Как партия зарегистрирована в 2023 году.
- Социал-демократия Польши[пол.] (пол. Socjaldemokracja Polska, SDPL). Лидер — Войцех Филемонович. Социал-демократия, социал-либерализм, прогрессивизм. Основана в 2004 году группой членов Союза демократических левых сил во главе с тогдашним спикером Сейма Мареком Боровским. На своих первых выборах в 2004 году набрала 5,3 % голосов, в результате чего в Европейский парламент были избраны 3 её члена. В 2005 году им удалось набрать 3,9 % голосов, что не позволило преодолеть 5%-й порог. Обычно в выборах участвует в составе коалиций.

### Центризм
- Беспартийные активисты местного самоуправления (пол. Bezpartyjni Samorządowcy, BS). Лидер — Роберт Рачиньский. Локализм, регионализм, федерализм, проевропеизм, христианская демократия. Децентрализованная и федерализованная партия, которая продвигает местные и региональные интересы и выступает за демократизацию и федерализацию польской административной системы.
- Альянс демократов (пол. Stronnictwo Demokratyczne, SD). Лидер — Павел Пискорский. Центризм, социал-либерализм, проевропеизм. Наследник Демократической партии, созданной в 1939 году. В Польской Народной Республике стала партией-сателлитом правящей Польской объединённой рабочей партии. После 1990 года большинство членов Демпартии присоединились к другим партиям. Партия продолжала существовать, но имела лишь небольшую базу поддержки и не была представлена в парламенте. Входит в ЕДП.
- Единая Польша (пол. Wspólna Polska, WP). Лидер — Рафал Тшасковский. Прогрессизм, консерватизм, либерализм, проевропеизмПолитическое движение, основанное в октябре 2020 года Рафалом Тшасковским, мэром Варшавы и бывшим ведущим кандидатом на президентских выборах в Польше 2020 года.
- Прямая демократия[пол.] (пол. Demokracja Bezpośrednia, DB). Лидер — Мажена Петикевич. Прямая демократия, электронная демократия, прогрессизм, регионализм. Создание партии было вдохновлено протестами 2012 года против ACTA и требованием граждан о проведении референдума по пенсионному закону. В декабре 2022 года Окружной суд Варшавы постановил исключить партию из реестра политических партий в связи с непредставлением финансовой отчетности за 2020 и 2021 годы.
- Польская Интернет-партия (пол. Polska Partia Internetowa, PPI). Лидер — Лешек Лачета. Либерализм, зелёный либерализм, электронная демократия, Основана в 2019 году. Сочетает экологические позиции с экономическим либерализмом.
- Польская пиратская партия[пол.] (пол. Polska Partia Piratów, P3). Лидер — Януш Вденчак. Пиратская политика, ликвидная демократия, свобода информации, проевропеизм. Зарегистрирована в ноябре 2007 года как Пиратская партия. В декабре 2009 года исключена из реестра политических партий. Перерегистрирована в январе 2013 года как Польская пиратская партия. Связана с ЕПП.
- Польский альянс демократов[пол.] (пол. Polskie Stronnictwo Demokratyczne, PSD). Лидер — Анджей Крупенич. Христианская демократия, либерализм, центризм, экономический патриотизм. Основан в 2013 году христианско-демократическим крылом Альянса демократов.
- Предприимчивая Республика Польша (пол. Przedsiębiorcza Rzeczypospolita Polska, PRP). Лидер — Роберт Кжеминьский. Экономический либерализм, антибюрократизм, популизм. Выступает за либерализацию экономики, снижение налогов и введение уголовной и финансовой ответственности чиновников.

### Правый центр
- Согласие (пол. Porozumienie). Лидер — Станислав Дерехайло[пол.]. Либеральный консерватизм, христианская демократия, проевропеизм. Была основана в ноябре 2017 года. Согласно своей программе, позиционирует себя как «современная консервативная» партия с сильным упором на экономический либерализм и сокращение бюрократии, выступающая за Европейский Союз и занимающая умеренно консервативную позицию по социальным и культурным вопросам. Также считает, что местное самоуправление должно поощряться и поддерживаться центральным правительством.
- Хорошее движение[англ.] (пол. Dobry Ruch, DR). Лидер — Павел Шрамка[пол.]. Классический либерализм, либертарианство, проевропеизм. Была образована в апреле 2023 года как обновлённая версия партии «Мы можем» (Możemy). До переименования в «Хорошее движение» «Можемы» была классической либеральной и проевропейской партией, выступающей за «личную, экономическую и политическую свободу всех граждан». В своей идеологической декларации партия выступила за легализацию каннабиса, гражданское партнерство, введение добровольного медицинского страхования, отделение церкви от государства и децентрализацию. Хотя она поддерживает НАТО и европейскую интеграцию, но выступает против европейской сверхдержавы.
- Организация польской нации – Лига Польши[пол.] (пол. Organizacja Narodu Polskiego – Liga Polska, ONP-LP). Лидер — Станислав Буйницкий. Политический католицизм, интересы польского меньшинства, протекционизм, экономический национализм, христианская демократия. Политическая партия, объединяющая активистов из Польши и поляков, живущих за рубежом.
- Партия свободы[пол.] (пол. Partia Wolności, PW). Лидер — Анна Карбовская. Консервативный либерализм, экономический либерализм, республиканизм. Основана умеренными членами Конгресса новых правых и Объединения «Республиканцы».
- Народная партия «Наследие»[пол.] (пол. SL „Ojcowizna”). Лидер — Казимеж Хожепа. Аграризм, социальный консерватизм, солидаризм. Создана в 2004 году как преемник Польского народно-христианского форума «Наследие» — партии, основанной Романом Бартоще, кандидатом в президенты 1990 года от ПНП, и действовавшей в 1991–1997 годах. В партии состоят многие активисты профсоюза Сельская «Солидарность.
- Партия труда[пол.] (пол. Stronnictwo Pracy, SP). Лидер — Збигнев Вжесинский[пол.]. Солидаризм, христианская демократия, социальная рыночная экономика. Основана в 1989 году активистами Христианско-демократического клуба политической мысли. В 1990 году было принято название Христианско-демократическая партия труда в память о Партии труда, действовавшей в 1937—1950 годах. С 2000 года носит современное название.
- Эффективные[пол.] (пол. Skuteczni). Лидер — Петр Лируа-Маржец[пол.]. Классический либерализм, экономический либерализм, прямая демократия, электронная демократия, евроскептицизм. Создана в 2017 году бывшим рэпером и депутатом парламента от Кукиз’15 Лируа-Маржецом как ассоциация, с 2019 года зарегистрирована как партия. Сотрудничала с Конфедерацией на выборах в Европейский парламент в 2019 году, но через несколько недель покинула коалицию.
- Партия «Пяст»[пол.] (пол. Stronnictwo „Piast”). Лидер — Ромуальд Згжива. Аграризм, социальный консерватизм, христианская демократия, экономический прогрессивизм. Образована в 2006 году в результате раскола PSL и ухода правого крыла. Название относится как к польской средневековой династии Пястов, так и к довоенной консервативной партии PSL Piast. В 2006—2010 годах депутаты Европаламента от партии входили в СЕН, затем в ЕКР. В ноябре 2010 года оба депутата Сейма, оба сенатора и единственный депутат Европарламента покинули партию и присоединились к ПиС. С тех пор ни один кандидат партии не избирался на национальном и европейском уровне. На выборах 2023 года кандидатов не выдвигала.

### Правые
- Либертарианцы (пол. Wolnościowcy). Лидер — Артур Дзямбор[пол.]. Палеолибертарианство, минархизм, фузионизм, прямая демократия, электронная демократия. Классически либеральная в сфере экономики, предлагая экономическое дерегулирование, приватизацию государственных услуг, радикальное снижение и упрощение налогов. В социальном плане партия фокусируется на прямой демократии и личных свободах, предлагая либерализацию наркотиков, неограниченную свободу слова, право на хранение и ношение оружия, а также электронное голосование. Основана в марте 2022 года тремя бывшими членами партии КОРВИН.
- Общественная альтернатива (пол. Alternatywa Społeczna, AS). Лидер — Кшиштоф Пшибыляк. Национальная демократия, христианская демократия, правый популизм, национал-консерватизм, христианские правые. Основана в 2018 году Петром Вронским, полковником бывшим офицером польской разведки.
- Европа свободных отечеств — Польская партия (пол. Europa Wolnych Ojczyzn – Partia Polska, EWO-PP). Лидер — Ян Щепанкевич. Евроскептицизм, национал-либерализм, консерватизм, суверенизм. Основана в 2008 году как оппозиция Лиссабонскому договору.
- Достойная жизнь (пол. Godne Życie, GŻ). Лидер — Гжегож Масеровский. Правый популизм, суверенизм, прямая демократия. Небольшая популистская партия, никогда не участвовавшая в выборах.
- II Польская Республика (пол. I Rzeczpospolita Polska, II RP). Лидер — Ян Збигнев Потоцкий. Санационизм. Основана Яном Збигневом Потоцким, который утверждает, что является законным президентом Польши и что Конституция 1935 года всё ещё действует.
- Конгресс новых правых (пол. Kongres Nowej Prawicy, KNP). Лидер — Станислав Жултек[пол.]. Правое либертарианство, жёсткий евроскептицизм. Основан в 2011 году Янушем Корвином-Микке в результате слияния организации «Свобода и законность» и группы членами Союза реальной политики. В 2015 году Корвин-Микке был изгнан из партии, что привело к массовому снижению её поддержки. До 2019 года входила в европартию ID.
- «Либертарианство» (пол. Libertarianie, LIB). Лидер — Ян Бжостек. Либертарианство, классический либерализм. Маргинальная либертарианская партия, основанная в 2019 году и предлагающая снижение налогов, однополое гражданское партнерство и легализацию каннабис.
- Патриотическое движение[пол.] (пол. Ruch Patriotyczny). Лидер — Войцех Подяцкий. Суверенизм, антиглобализм, евроскептицизм, национал-консерватизм. Основана в 2002 году активистами Польского национального фронта как Лига защиты суверенитета. Выступает за полный суверенитет Польши, против членства в Евросоюзе и за защиту польской экономики от недобросовестной конкуренции со стороны иностранного капитала. Считают своим покровителем короля Болеслава Храброго и день его коронации отмечают как праздник.
- Лига польских семей (пол. Liga Polskich Rodzin, LPR). Лидер — Витольд Балажак[пол.]. Христианский консерватизм, теодемократия, социальный консерватизм, гражданский национализм, фамилиализм, проевропеизм. Создана незадолго до парламентских выборов 2001 года как крайне правая националистическая партия. В 2000-е годы пользовалась заметной популярностью в обществе, в 2004 году прошла в Европейский парламент, но с 2007 года не представлена в польском Сейме. В последующие годы стала более умеренной, обычно поддерживая кандидатов от PO и PSL.
- Нормальная страна[пол.] (пол. Normalny Kraj, NK). Лидер — Веслав Левицкий. Консервативный либерализм, экономический либерализм, антикоммунизм. Маргинальная партия, основанная бывшими членами Конгресса новых правых и Ассоциации «Республиканцы».
- Защита польской нации[пол.] (пол. Obrona Narodu Polskiego (ONP). Лидер — Тадеуш Мазанек. Национализм, национал-консерватизм, национал-католицизм, евроскептицизм, за выход из Евросоюза и НАТО. Создана в 2005 году как Самооборона польского народа (сменила название в октябре 2006 года) бывшими членами Самообороны Республики Польша.
- Полэксит (пол. PolEXIT, PEX). Лидер — Станислав Жолтек[пол.]. Полэксит, суверенизм, популизм.  Создана для выборов в Европарламент в 2019 году президентом Конгресса новых правых Жолтеком. Название образовано по аналогии с Брексит.
- Народный национальный пакт (пол. Przymierze Ludowo-Narodowe, PLN). Лидер — Анджей Турек. Аграризм, национал-консерватизм, суверенизм. Маргинальная партия с аграрно-националистической повесткой.
- Патриотическая Польша[пол.] (пол. Polska Patriotyczna, PP). Лидер — Павел Земинский. Национал-католицизм, консерватизм, евроскептицизм, антисионизм, антиамериканизм, солидаризм. Основана в 2008 году активистами «Патриотической самообороны» (действовала параллельно с этой группой до 2013 года).
- Правые Речи Посполитой (пол. Prawica Rzeczypospolitej, PR). Лидер — Богуслав Керницкий[пол.]. Национал-консерватизм, социальный консерватизм, политический католицизм, экономический либерализм, польский национализм, евроскептицизм. Основана бывшим маршалом Сейма Мареком Юреком 20 апреля 2007 года после того, как он покинул «Право и справедливость», когда Сейм не смог принять поправку к конституции о защите человеческой жизни, запрещающей аборты. Позиционирует себя как христианская консервативная партия, уделяющая большое внимание правам семьи и выступающая против абортов. Связана с ECPM.
- Польское монархическое движение[пол.] (пол. Polski Ruch Monarchistyczny, PRM). Лидер — Лешек Вержховский[пол.]. Конституционный монархизм, реакционизм, христианские правые, Конституция 3 мая. Подтверждает старые дворянские и аристократические титулы и награждает новыми «за заслуги». Также награждает собственными орденами и наградами. Выступает за государство, управляемое наследственным королём, как конституционную монархию.
- Движение «Истинная Европа» — Европа Христа[пол.] (пол. Ruch Prawdziwa Europa, RPE). Лидер — Мирослав Пиотровский[пол.]. Политический католицизм, христианский фундаментализм, социальный консерватизм, атлантизм. Создана в 2018 году бывшим депутатом Европарламента от ПиС Мирославом Пиотровским, принадлежавшим к фундаменталистской фракции партии.
- Партия польских национальных интересов[пол.] (пол. Stronnictwo Polska Racja Stanu, SPRS). Лидер — Юзеф Курецкий. Национал-консерватизм, национал-католицизм, солидаризм, борется за возведение на престол Иисуса Христа как короля Польши, поддерживает полный отказ от либеральной экономической доктрины и замену её «просоциальной и прогосударственной концепцией». Создана в 2000 году Дариушом Грабовским[пол.], депутатом Сейма от Движения польской реконструкции. Через 2 года Грабовский присоединился к Лиге польских семей, после чего партия в парламенте не была представлена.
- Союз реальной политики[пол.] (пол. Unia Polityki Realnej, UPR). Лидер — Бартош Юзвяк[пол.]. Ордолиберализм, федерализм, национал-консерватизм, экономический либерализм, правый популизм, мягкий евроскептицизм. Созданная как либертарианско-консервативная партия в 1987 году, она стала более националистической после того, как в 2009 году её покинул её самый известный политик Януш Корвин-Микке. Потеряла свои места в парламенте в 2019 году.
- Союз польских монархических групп[пол.] (пол. Unia Polskich Ugrupowań Monarchistycznych, UPUM). Лидер — Александр Подольский. Конституционный монархизм, консервативный либерализм, либеральный консерватизм, представление интересов польского дворянства внутри страны и за рубежом. Основан в 1997 году отколовшейся группой членов Польского монархического движения из Бельско-Бялы. Даёт дворянские и аристократические титулы.

### Ультраправые
- Национальное возрождение Польши[пол.] (пол. Narodowe Odrodzenie Polski, NOP). Лидер — Адам Гмурчик. Неофашизм, польский ультранационализм, национальный синдикализм, третий путь, корпоратизм, дистрибутизм, радикальный энвайронментализм, антикоммунизм, антиглобализм, антиамериканизм, антикапитализм, антисионизм, анти-ЛГБТ, отрицание Холокоста. Часто обвиняют в расизме и антисемитизме. Основана в 1981 году как дискуссионный клуб. В парламенте никогда не была представлена. Связана с ENF.
- Союз христианских семей[пол.] (пол. Zjednoczenie Chrześcijanskich Rodzin, ZChR). Лидер — Богуслав Рогальский[пол.]. Национал-консерватизм, польский национализм, политический католицизм, христианские правые, анти-ЛГБТ, пролайф, антиисламизм, жёсткий евроскептицизм. Основан в 2019 году бывшим депутатом Европарламента от Лиги польских семей Богуславом Рогальским. Сотрудничает с Правым крылом Республики и Движением «Реальная Европа».
- Пяст — Единство мыслей европейских народов (пол. Piast – Jedność Myśli Europejskich Narodów, Piast-JMEN). Лидер — Эугениуш Мацеевский. Польский национализм, панъевропейский национализм, пацифизм. Образована в 2015 году. Стремится к мирному сотрудничеству европейских народов, но признает различия между ними.
- Есть одна Польша[пол.] (пол. Polska Jest Jedna, PJJ). Лидер — Рафал Пих[пол.]. Конспирология, антивакцинаторство, отрицание изменения климата, традиционный католицизм, пролайф, жёсткий евроскептицизм. Создана группой участников протестов против ограничений во время пандемии COVID-19 в 2021 году как движение, как партия зарегистрирована в 2023 году.
- Движение 11 ноября (пол. Ruch 11 Listopada, 11/11). Лидер — Михал Фалек. Протестантский фундаментализм, антикатолицизм, атлантизм. Основано членами протестантской секты «Церковь Нового Завета». Известно отвращением к католической церкви, России и Китаю, положительно относится к США и Израилю. Названо в память обретения Польшей независимости в 1918 году
- Национальная партия (пол. Stronnictwo Narodowe, SN). Лидер — Лешек Бубель[пол.]. Создана в 2004 году как Польская национальная партия[пол.] (пол. Polska Partia Narodowa, PPN) издателем и ювелиром Лешеком Бубелем, в 1991 году избранным в Сейм от Польской партии любителей пива. Национализм, консерватизм, панславизм, антиглобализм, евроскептицизм, элитаризм, антисионизм, коммунизм, корпоративизм. Одна из партий, основанных, бывшим депутатом и кандидатом в президенты. лучший результат на выборах партия показала в 2005 году (0,29 % голосов). С 2007 года в выборах не участвовала. Была исключена из реестра и продолжил свою деятельность под знаменем Национальной партии.
- Национальная партия Романа Дмовского (пол. Stronnictwo Narodowe im. Dmowskiego Romana, SND). Лидер — Людвик Васяк. Польский национализм, национал-демократия, национал-консерватизм. Считают себя  идейными преемниками Романа Дмовского, одного из отцов независимости Польши.
- Польское соглашение[пол.] (пол. Porozumienie Polskie, PP). Лидер — Ян Лопушаньский[пол.]. Национал-консерватизм, католический фундаментализм, суверенизм. Основана в 1999 году бывшими членами Избирательного движения «Солидарность», собравшимися вокруг депутатского кружка «Польское соглашение», созданного в Сейме третьего созыва в сентября 1998 года. Основатели партии критиковали деятельность правительства Ежи Бузека и выступали против переговоров о вступлении в Европейский Союз и НАТО. Единственного успеха на выборах добилась в 2001 году, присоединившись к Лиге польских семей, сохранив свою независимость, и получив 3 места в Сейме. В 2003 году сотрудничество было прекращено и партия потеряло своё значение. После 2011 года в выборах не участвовала.

## Исторические партии

### После 1989 года
| Партия | Партия | Партия                                                                                                | Партия       | Лидер                                            | Идеология                                                                       | Евро партия | Основана | Ликвидация | Прим. |
| ------ | ------ | --- | ------------ | ------------------------------------------------ | ------------------------------------------------------------------------------- | ----------- | -------- | ---------- | --- |
|        |        | Гражданский комитет «Солидарность» Komitet Obywatelski "Solidarność"                                  | KO "S"       | Бронислав Геремек                                | Зонтичная партия антикоммунизм либеральная демократия                           |             | 1989     | 1991       | |
|        |        | Христианско-национальное объединение Zjednoczenie Chrześcijańsko-Narodowe                             | ZChN         | Веслав Хшановский                                | Национал-католицизм национал-консерватизм христианская демократия               |             | 1989     | 2010       | |
|        |        | Социал-демократическая партия Польши Socjaldemokracja Rzeczypospolitej Polskiej                       | SdRP         | Александр Квасьневский                           | Социал-демократия третий путь прогрессивизм                                     | Социнтерн   | 1990     | 1999       | |
|        |        | Партия регионов Partia Regionów                                                                       | PR           | Болеслав Борисюк                                 | Аграризм социализм регионализм                                                  |             | 2007     | 2017       | |
|        |        | Соглашение центра Porozumienie Centrum                                                                | PC           | Ярослав Качиньский                               | Антикоммунизм центризм христианская демократия                                  | ЕДС         | 1990     | 2001       | |
|        |        | Гражданское движение за демократические действия Ruch Obywatelski Akcja Demokratyczna                 | ROAD         | Владислав Фрасынюк                               | Либерализм социал-либерализм секуляризм                                         |             | 1990     | 1991       | |
|        |        | Форум демократических правых Forum Prawicy Democratycznej                                             | FPD          | Александр Галл                                   | Консервативный либерализм либерал-консерватизм христианская демократия          |             | 1990     | 1991       | |
|        |        | Польский социал-демократический союз Polska Unia Socjaldemokratyczna                                  | PUS          | Тадеуш Фишбах                                    | Социал-демократия социал-патриотизм государство всеобщего благосостояния        |             | 1990     | 1991       | |
|        |        | Либерально-демократический конгресс Kongres Liberalno-Demokratyczny                                   | KLD          | Дональд Туск                                     | Экономический либерализм неолиберализм консервативный либерализм                | ЕДС         | 1990     | 1994       | |
|        |        | Польская партия любителей пива Polska Partia Przyjaciół Piwa                                          | PPPP         | Януш Ревиньский                                  | Политическая сатира                                                             |             | 1990     | 1993       | |
|        |        | Партия X Partia X                                                                                     | X            | Станислав Тыминьский                             | Популизм антисистемность синкретическая политика                                |             | 1990     | 1999       | |
|        |        | Демократический союз Unia Demokratyczna                                                               | UD           | Тадеуш Мазовецкий                                | Либерализм социал-либерализм христианская демократия                            |             | 1991     | 1994       | |
|        |        | Крестьянский союз Porozumienie Ludowe                                                                 | PL           | Габриэль Яновский                                | Аграризм консерватизм христианская демократия                                   |             | 1991     | 1999       | |
|        |        | Движение за Республику Ruch dla Rzeczypospolitej                                                      | RdR          | Ян Ольшевский                                    | Антикоммунизм национал-консерватизм патерналистский консерватизм                |             | 1992     | 1999       | |
|        |        | Беспартийный блок поддержки реформ Bezpartyjny Blok Wspierania Reform                                 | BBWR         | Анджей Олеховский                                | Зонтичная партия популизм                                                       |             | 1993     | 1997       | |
|        |        | Союз свободы Unia Wolności                                                                            | UW           | Бронислав Геремек                                | социал-либерализм экономический либерализм                                      | АЛДЕ        | 1994     | 2005       | |
|        |        | Движение польской реконструкции Ruch Odbudowy Polski                                                  | ROP          | Ян Ольшевский                                    | Национал-консерватизм патерналистский консерватизм социал-консерватизм          |             | 1995     | 2012       | |
|        |        | Избирательная акция Солидарность Akcja Wyborcza Solidarność                                           | AWS          | Мариан Кржаклевский                              | Солидаризм христианская демократия социал-консерватизм                          |             | 1996     | 2001       | |
|        |        | Консервативная народная партия Stronnictwo Konserwatywno-Ludowe                                       | SKL          | Ян Рокита                                        | Аграризм либеральный консерватизм христианская демократия                       |             | 1997     | 2014       | |
|        |        | Польская партия труда Polska Partia Pracy                                                             | PPP          | Богуслав Жетек                                   | Марксизм троцкизм антикапитализм                                                | ЕАКЛ        | 2001     | 2017       | |
|        |        | Феминистская инициатива Inicjatywa Feministyczna                                                      | IF           | Ивона Пятек Эльжбета Яхлевская Катаржина Каджела | Феминизм права женщин социал-прогрессивизм                                      |             | 2007     | 2020       | |
|        |        | Демократическая партия – demokraci.pl Partia Demokratyczna – demokraci.pl                             | PD           | Владислав Фрасынюк                               | Либерализм социал-либерализм прогрессивизм                                      | АЛДЕ        | 2005     | 2016       | |
|        |        | Польша важнее всего Polska Jest Najważniejsza                                                         | PJN          | Павел Коваль                                     | Консервативный либерализм либерал-консерватизм христианская демократия          | АЕКР        | 2010     | 2013       | |
|        |        | Твоё движение Twój Ruch                                                                               | TR           | Януш Паликот                                     | Прогрессивизм социал-либерализм антиклерикализм                                 |             | 2011     | 2023       | |
|        |        | Сейчас! Teraz!                                                                                        | Teraz!       | Рышард Петру                                     | Либерализм экономический либерализм проевропеизм                                | АЛДЕ        | 2018     | 2019       | |
|        |        | Вольные и Солидарные Wolni i Solidarni                                                                | WiS          | Корнел Моравецкий                                | Солидаризм экономическое вмешательство антикоммунизм                            |             | 2016     | 2020       | |
|        |        | Партия водителей Partia Kierowców                                                                     | PK           | Лех Кеджирский                                   | Права водителей антибюрократизм                                                 |             | 2019     | 2022       | |
|        |        | Движение социальной справедливости Ruch Sprawiedliwości Społecznej                                    | RSS          | Пётр Иконович                                    | Социализм антикапитализм левый популизм                                         |             | 2014     | 2023       | |
|        |        | Христианская демократия III Республики Польша Chrześcijańska Demokracja III Rzeczypospolitej Polskiej | ChDRP        | Лех Валенса                                      | Христианская демократия социальный консерватизм социальная рыночная экономика   |             | 1997     | 2023       | Основана в 1997 году бывшим президентом Лехом Валенсой, который в качестве образца для подражания взял немецкий ХДС |
|        |        | Республиканская партия Partia Republikańska                                                           | Republikanie | Адам Белан                                       | Республиканизм христианская демократия либеральный консерватизм                 | ЕКР         | 2021     | 2023       | Правая партия, связанная с объединением «Республиканцы», созданная в результате раскола Соглашения. Влилась в ПиС. |
|        |        | Конфедерация независимой Польши Konfederacja Polski Niepodległej                                      | KPN          | Владислав Боровец                                | Польский национализм санационизм антикоммунизм синкретическая политика          |             | 1979     | 2018       | Первая антикоммунистическая партия в Центральной Европе, созданная в советский период. Как партия действовала до января 2018 года с перерывом в 2003–2007 годах. Активна сегодня под руководством Адама Сломки. Основными целями являются декоммунизация польских судов и подготовка Междуморья, как это предлагал Пилсудский. |
|        |        | Единство нации Jedność Narodu                                                                         | JN           | Ромуальд Староселец                              | Национал-консерватизм национал-либерализм ордолиберализм евроскептицизм пролайф |             | 2015     | 2023       | Основана бывшими активистами Лиги польских семей. Решением суда исключена из реестра политических партий. |
|        |        | Польский национальный фронт Polski Front Narodowy                                                     | PFN          | Януш Брычковский                                 | Крайне правые ультранационализм корпоративизм антисемитизм                      |             | 1991     | 1995       | Основана бывшим активистом Патриотического союза «Грюнвальд» и Самообороны. Расформирована после убийства двух бездомных молодыми активистами фронта. |
|        |        | Национальная лига Liga Narodowa                                                                       | LN           | Збигнев Липинский                                | Национал-демократия национал-консерватизм суверенизм солидаризм                 |             | 2007     | 2023       | Создана как Национальное народное движение (и действовало под этим названием до 2013 года) группой депутатов и активистов Лиги польских семей и Самообороны. Первоначально носила аграрно-националистический характер, позднее отказалась от аграризма в пользу национал-демократии. Исключена из реестра политических партий за непредставление финансовой отчётности за 2021 год.                                                                                 |
|        |        | Польское национальное сообщество Polska Wspólnota Narodowa                                            | PWN          | Болеслав Тейковский                              | Польский национализм панславизм антиглобализм антиатлантизм антиклерикализм     |             | 1990     | 2022       | Основана в результате преобразования Польской ассоциации национального сообщества (действовала нелегально с 1955 года). Имела значительное языческое крыло, была тесно связана со скинхедами. Критиковала США и Израиль, в 2014 году поддержала политику Путина. Лучший результат на выборах показала в 1993 году (0,1 %), после 2001 года в выборах не участвовала. Исключена из реестра политических партий за непредставление финансовой отчетности за 2021 год. |

### Польская Народная Республика
| Партия | Партия | Партия                                                                    | Партия | Лидер                         | Идеология             | Европейская партия | Основана | Ликвидирована | Комментарии |
| ------ | ------ | ------------------------------------------------------------------------- | ------ | ----------------------------- | --------------------- | ------------------ | -------- | ------------- | ----------- |
|        |        | Польская объединённая рабочая партия Polska Zjednoczona Partia Robotnicza | PZPR   | Болеслав Берут (первый)       | марксизм-ленинизм     | Коминформ          | 1948     | 1990          |             |
|        |        | Объединённая крестьянская партия Zjednoczone Stronnictwo Ludowe           | ZSL    | Владислав Ковальский (первый) | аграрный социализм    |                    | 1949     | 1989          |             |
|        |        | Демократическая партия Stronnictwo Demokratyczne                          | ZSL    | Винцентий Жимовский (первый)  | либеральный социализм |                    | 1944     | н. в.         |             |

### Вторая Речь Посполитая(1918—1939)
- Агудат Исраэль
- Блок национальных меньшинств
- Всеобщий еврейский трудовой бунд Польши
- Лагерь национального единства
- Центролев
- Хено-Пяст
- Христианская демократия – Партия труда
- Коммунистическая партия Польши
- Еврейская народная партия
- Немецкая социалистическая трудовая партия Польши
- Партия труда
- Национально-демократическая партия
  - Народный национальный союз
  - Национальная партия
- Национально-радикальный лагерь
- Национальная рабочая партия
- Беспартийный блок сотрудничества с правительством
- Крестьянская партия
- Народная партия
- Польская крестьянская партия «Пяст»
- Польская крестьянская партия «Освобождение»
- Польская крестьянская партия — левица
- Польская социалистическая партия
  - Польская социалистическая партия — революционная фракция
  - Польская социалистическая партия — левица
- Украинское национально-демократическое объединение
- Аграрный союз

### До 1918 года
- Польская социал-демократическая партия (1890-1919)
- Польская социалистическая партия (1892-1948)
- Социал-демократия Королевства Польского и Литвы (1893-1918)
- Польская социалистическая партия в Пруссии (1893-1919)
- Польская социалистическая партия — революционная фракция (1893-1918)
- Национально-демократическая партия (1897-1919)
- Национальный рабочий союз (1905-1920)
- Польская социалистическая партия — левица (1906-1918)
- Христианско-демократическая партия (1919-1937)
- Польская социал-демократическая партия Галиции и Силезии-Цешина
- Прогрессивно-демократический союз
- Партия реальной политики
- Польская крестьянская партия Галиции
- Национальная рабочая фракция
- Крестьянский союз
- Народная христианская партия
- Польский народный центр

### Речь Посполитая
- Патриотическая партия
- Гетманская партия
- Фамилия